# PLOS Neglected Tropical Diseases
PLOS Neglected Tropical Diseases (do 2012 PLoS Neglected Tropical Diseases) – recenzowane czasopismo naukowe, publikujące na zasadach wolnej licencji prace naukowe z dziedziny medycyny chorób tropikalnych, ze szczególnym uwzględnieniem ich patologii, epidemiologii, leczenia, kontroli oraz zapobiegania. Główna siedziba redakcji czasopisma mieści się w Stanach Zjednoczonych, a czasopismo publikowane jest w języku angielskim.
Czasopismo zostało założone w 2007 roku. Na jego powstanie i działalność Bill & Melinda Gates Foundation przyznała grant w wysokości 1 miliona dolarów. Czasopismo jest inicjatywą wydawniczą organizacji non-profit Public Library of Science (PLOS), która zajmuje się publikacją treści naukowych na zasadzie otwartego dostępu. Wszystkie treści w czasopiśmie publikowane są na licencji Creative Commons w wersji 2.5 z uznaniem autorstwa (CC-BY-2.5), oznaczanej skrótowo na stronie czasopisma jako CCAL. By pokryć wydatki związane z utrzymaniem czasopisma, w większości przypadków pobiera się opłaty od autorów artykułów.
W roku 2007 impact factor czasopisma obliczony za pierwsze dziewięć tygodni działania wyniósł 4,2.